# Alfred Sageder
Alfred Sageder (né le 29 septembre 1933 à Gramastetten et mort en mars 2017) est un avironneur autrichien qui a participé à trois reprises aux Jeux olympiques, ceux de 1956, de 1960 et de 1964.
En 1956, lui et son partenaire Josef Kloimstein gagnent la médaille de bronze en deux sans barreur. Quatre ans plus tard, lui avec le même partenaire, remportent la médaille d'argent, toujours en deux sans barreur. Aux Jeux olympiques d'été de 1964, Alfred Sageder et Josef Kloimstein finissent à la huitième place.

## Palmarès

### Jeux olympiques d'été
- Jeux olympiques de 1956 à Melbourne,  Australie
  -  Médaille de bronze
- Jeux olympiques de 1960 à Rome,  Italie
  -  Médaille d'argent